# Rivisondoli
Rivisondoli är en ort och kommun i provinsen L'Aquila i regionen Abruzzo i Italien. Kommunen hade 689 invånare (2018).